# Jean-Claire Lacroix
Pour les articles homonymes, voir Lacroix.
Jean-Claire Lacroix, née le 25 juin 1955 à Cologne (alors en Allemagne de l'Ouest), est une artiste belge.
Dessinatrice, calligraphe et bédéiste, elle est essentiellement connue pour ses illustrations de presse, ses reportages-fictions et ses bandes dessinées historiques.

## Biographie
Jean-Claire Lacroix naît le 25 juin 1955 à Cologne (alors en Allemagne de l'Ouest). Elle passe son enfance dans une petite cité belge au sud de Cologne Toute petite, elle se passionne pour le dessin, son orientation est tracée.
Jean-Claire Lacroix étudie l’architecture et la bande dessinée à l'Institut Saint-Luc de Bruxelles, promotion 1975-1978, auprès de l’Atelier « R » dirigé par le professeur Claude Renard, où elle côtoie entre autres François Schuiten et Benoît Sokal, puis à la Solvay Brussels School of Economics and Management. Elle fait une furtive apparition dans le numéro deux de Aïe !.
Elle publie ses premiers travaux dans les deux premiers numéros de la revue Le 9e Rêve en 1978. La revue se voit décerner le prix promotion de la BD au Festival d'Angoulême 1978.
Elle fait son entrée en 1980 dans le magazine (À suivre) des éditions Casterman, ses courts récits lui valent le prix Saint-Michel de l'espoir la même année. Puis, différents journaux et magazines lui ouvrent leurs pages dont La Libre Belgique, Le Soir et son supplément Le 7ème Soir de 1992 à 2002,, Gael. Elle lance ensuite sa propre collection « Reportages en dessins ». En 2007, elle publie sur le mode du reportage-fiction « Route 54, de Forest à Machelen : histoires à voyager debout » aux éditions CFC, pour lequel elle a parcouru la ligne 54 de long en large et en travers, fait tous les arrêts un crayon à la main pendant trois ans.
L'artiste utilise diverses techniques pour la réalisation de ses œuvres en couleur ou noir et blanc : le crayon, l’aquarelle, le pastel ou l’acrylique.
Jean-Claire Lacroix expose ses travaux lors de différentes expositions : Parcours 54 à l' Abbaye de Forest en 2005,, deux ans plus tard à la Bibliothèque d'Ixelles, l'année suivante à la Galerie de créateurs de l'Espace Clovis à Bruxelles. En 2009, elle est aux cimaises de la Galerie AP Frame à Uccle pour À l'ombre du 54. Puis, elle part à la côte belge pour Lucht-Land-Zee à Nieuport en 2013. Elle revient à la capitale monter une exposition à la Maison des cultures de Saint-Gilles en 2015 et la même année une autre Route 54, Objectif Brass à Forest. Enfin en 2021, elle est artiste invitée par Séraphine pour l'exposition collective United Comics of Belgium tenue au Centre belge de la bande dessinée à Bruxelles en mars 2021,,,.
En outre, elle adapte en bande dessinée une chanson de Jacques Brel dans J'arrive ! aux éditions Brain Factory International en 1988 et rend un hommage à François Walthéry dans Natacha - Spécial 20e anniversaire - Nostalgia aux éditions Marsu Productions en 1990.

### Vie privée
Jean-Claire Lacroix demeure à Saint-Gilles, une commune bruxelloise depuis 2009.

## Publications
- Les Pages d'humour de Delporte et Franquin : Pendant ce temps à Landerneau avec Cabu, Franquin, Gudule, Merline, Jean-Claire Lacroix, De Smet, Lejeune, Goossens, Binet, Didgé, Grazia Nidasio, (À suivre), Modèle:Numéro1, août-septembre 1979, pp. 123-130 (J.-C. Lacroix : p.129).
- La Nouvelle Lune d’Arthur Simon[8], (À suivre), no 24, janvier 1980, pp.75-84.
- La 31 rue de l’hectolitre[8], (À suivre), no 29, juin 1980
- La Vie est dure pour Marcel et Marcel, (À suivre)[8], nos 31-32, août-septembre 1980, pp. 17-18.
- Soixante deux, mini trips[8], (À suivre), no 111, avril 1987, pp.79-93.
- Hôpital nuit, (À suivre)[8], no 120, 1988
- Votre enfant va être hospitalisé, comment le préparer ?[21], Presses Interuniversitaires Européennes, 1998
- Route 54, de Forest à Machelen : histoires à voyager debout[12], CFC-Éditions, Bruxelles, 2007, 183 p.,  (ISBN 978-2-930018-70-6)

### Albums de bande dessinée
- Love, love... c'est vite dit[3],[22] !, Éditions Infor Jeunes, Bruxelles, 1983
Scénario : Claude Oreel - Dessin : Jean-Claire Lacroix - Couleurs : noir et blanc — Mise en image : Jean-Louis Lejeune.

### Romans graphiques

#### Banal Canal - Lucien néons
- 1. L'Usine, Éditions Mellier, 13 mars 2025
Scénario, dessin et couleurs : Jean-Claire Lacroix -  (ISBN 978-2-9603529-1-7)

### Collectifs
- Le 9e Rêve no 1/5[7], Édition Louis Musin, Bruxelles, janvier 1978, 116 p.
- Le 9e Rêve no 2/5[7], Édition des Archers, Bruxelles, novembre 1978, 206 p.
- La BD chante Brel no 4/4, J'arrive !, Édition Brain Factory International, Marcinelle, 1988, 88 p.  (ISBN 1-87085-804-2)
- Natacha - Spécial 20e anniversaire - Nostalgia, Marsu Productions, Monaco, février 1990
Scénario : collectif - Dessin : collectif dont Jean-Claire Lacroix - Couleurs : quadrichromie -  (ISBN 2-907159-04-6)Participation : Hommage à Walthéry.

### Collections publiques
3 œuvres de cette artiste sont conservées au Centre belge de la bande dessinée et font partie du patrimoine mobilier de la région Bruxelles-Capitale.

## Expositions
- Parcours 54, Abbaye de Forest, 2005[10],[13] ;
- Bibliothèque d'Ixelles, 2007[14] ;
- Galerie de créateurs de l'Espace Clovis, Bruxelles, 2008[15] ;
- À l'ombre du 54, Galerie AP Frame, Uccle, 2009[5] ;
- Lucht-Land-Zee, Nieuport, 2013[13] ;
- Maison des cultures de Saint-Gilles, 2015[16] ;
- Route 54, Objectif Brass, Forest 2015[11] ;
- United Comics of Belgium, exposition collective, commissaire : Séraphine, Centre belge de la bande dessinée, Bruxelles, mars 2021[17],[18],[24].

## Distinctions
- 1980 :  prix Saint-Michel, prix de l'espoir[9],[18] ;
- 2014 :  coup de cœur du parcours d'artistes de Saint-Gilles[18].

## Citation
« J’aurais pu partir à Paris pour avoir une plus belle carrière mais je suis restée à Bruxelles. Je suis Brusseleir, pas par obligation mais par choix ! »

#### Livres
: document utilisé comme source pour la rédaction de cet article.
- Claude Moliterni, Histoire mondiale de la bande dessinée, P. Horay, 1989, 315 p., ill. ; 37 cm (ISBN 9782705801656 et 2705801650, OCLC 300909966, présentation en ligne), p. 169 lire sur Google Livres
- Charles Dierick, Le Centre belge de la bande dessinée, Waterloo, La Renaissance du livre, 2000, 223 p., ill. (ISBN 2-80460-385-7, OCLC 468756285), p. 193 lire sur Google Livres.
- Jacques Fiérain, « Lacroix, Jean-Claire », dans La BD à Bruxelles et en Brabant, Charleroi, Éd. l'Âge d'or, avril 2003, 144 p., ill. ; 31 cm (ISBN 9782960119664 et 2960119665, OCLC 470388171, présentation en ligne), p. 92.
- Suzanne Van Rokeghem, Jacqueline Aubenas et Jeanne Vercheval-Vervoort, Des femmes dans l'histoire en Belgique, Luc Pire Éditions, 2006, 303 p., ill. ; 28 cm (ISBN 9782874155239 et 2-87415-523-3, OCLC 470723855, présentation en ligne), p. 246. ,lire sur Google Livres.
- Le 9e Rêve no 6, Bruxelles, Institut Saint-Luc de Bruxelles, École de recherche graphique, 2006, 144 p. (présentation en ligne), p. 12-52. .
- Philippe Mellot, Michel Denni, Laurent Turpin et Isabelle Morzadec, Trésors de la bande dessinée : BDM 2025-2026 - Catalogue encyclopédique et Argus, Paris, Les Arènes, novembre 2024, 24e éd., 1839 p., ill. ; 23 cm (ISBN 979-10-37512-61-1, OCLC 1478218824, présentation en ligne), p. 851. .

#### Périodiques
- « En route ! », Le Brusseler, Ville de Bruxelles, no 33,‎ février 2008, p. 24-25 (lire en ligne [PDF], consulté le 16 février 2023). .
- « XL Stars - La croqueuse d'instants de la ligne 54 », Info Ixelles, Ixelles, no 81,‎ septembre 2009, p. 24 (lire en ligne [PDF], consulté le 16 février 2023). .

#### Articles
- « Bio femmes belges », sur hoboes.com, 1996 (consulté le 16 février 2023).